# Роб Мороу
Робърт Алън „Роб“ Мороу е американски актьор, известен с ролята си на агент Дон Епс в ТВ сериала на CBS „Криминални уравнения“.

## Личен живот
Мороу е роден в Ню Рошел, Ню Йорк и е с еврейско потекло. Родителите му се развеждат когато е на 9. Той израства в Маями, Флорида. През 1998 се жени за Дебон Айер и заедно имат дъщеря – Ту Симоне Айер Мороу.

## Филмова Кариера
Мороу играе главната роля (Джоел Флайшман) в ТВ сериала „Northern Exposure“ от 1990 до 1995. Най-голяма популярност придобива с ролята си на агент Дон Епс в сериала „Криминални Уравнения“, излъчван по CBS в периода 2005 – 2010. През март 2010 става ясно, че Мороу ще участва в новия сериал на Джери Брукхаймър – „Цялата истина“. Премиерата на сериала е на 13 септември 2010, но след 13 епизода ABS прекратява излъчването през декември същата година.

### Филмография
Актьор
- Private Resort (1985) …. Ben
- Телевизионно състезание (1994) …. Dick Goodwin
- Saturday Night Live
- Tattingers
- Monsters
- Spenser: For Hire
- Fame
- Mother (1996/II) …. Jeff Henderson
- Last Dance …. Rick Hayes
- Northern Exposure
- Into My Heart (1998) …. Ben
- Only Love (TV) …. Matthew Heller
- The Day Lincoln Was Shot
- Maze (2000)
- The Thin Blue Lie
- Other Voices…. Jeff
- Sam the Man …. Daniel Lenz
- Labor Pains … Ryan Keene
- Nearly Yours
- Hudson's Law (2001) (TV)
- Night's Noontime (2002) …. Dr. William Minor
- The Emperor's Club…. James Ellerby
- The Guru
- Jenifer
- Going Shopping (2005) …. Miles
- Street Time
- Numb3rs (2005 – 2010)
- The Bucket List
- Custody

Режисьор
- Numb3rs
- Joan of Arcadia
- Street Time
- Oz
- Maze
- The Silent Alarm